# Boss (рэпер)
Лишель Лоуз (англ. Lichelle Laws; 14 августа 1969, Детройт, Мичиган — 11 марта 2024), более известная под сценическим псевдонимом Boss (с англ. — «Босс») — американская гангста-рэп-исполнительница, которая в 1993 году пользовалась недолгой популярностью благодаря своему дебютному альбому Born Gangstaz. Её имя иногда пишется Bo$$ и является аббревиатурой фразы «Bitches On Some Shit».

## Личная жизнь и карьера
Лишель Лоуз родилась в Детройте в семье отца, работавшего на автозаводе, и матери-учителя, оба были священнослужителями, Лоуз переехала в Лос-Анджелес в 1989 году после окончания средней школы в сопровождении её диджея Ирен «Ди» Мур (англ. DJ Irene 'Dee' Moore. Она была замечена DJ Quik'ом, который поместил её на трек «Born Gangsta», спродюсированный AMG. Расселлу Симмонсу понравился этот трек и он сразу же подписал её на лейбл Def Jam West. Её дебютный альбом, Born Gangstaz, был выпущен в 1993 году, а синглы «Deeper» (с англ. — «Глубже») и «Recipe of a Hoe» (с англ. — «Рецепт из проститутки»), были хитами номер один в чарте Hot Rap Singles в американском журнале Billboard.
Зарождающаяся карьера Лоуз получила серьёзный удар в 1994 году, когда она давала интервью репортёру из The Wall Street Journal. Репортёр узнал, что она выросла в районе среднего класса (в Вест-Сайде, возле Восьмой мили, Детройт), училась балету и игре на фортепиано и посещала католическую частную школу (где она была чирлидером), прежде чем получить специальность экономиста в Оклендском университете. Все эти факты обсуждались во вступлении к альбому 1993 года, на котором мать Босс описала её как «юную леди, воспитанную в католической школе в течение 12 лет; и посещающую танцевальные школы, где обучали чечётке, также она брала уроки игры на пианино, обучаясь джазу; плюс, она 3 года училась в колледже…».
В середине 1990-х годов она переехала в Даллас, штат Техас, и стала радио-диджеем. В 2001 году она сотрудничала с Krayzie Bone, работая над его альбомом Thug On Da Line. В 2004 году она выпустила микстейп под названием The Six Million Dollar Mixtape, спродюсированный Def Jef.
В мае 2011 года выяснилось, что Лоуз нуждается в почке из-за того, что она страдает нефропатией, заболеванием, которое делает её почки бесполезными для переработки токсинов в её организме. Лоуз обратилась к Фейсбук-сообществу за потенциальным донором. Донор на тот момент ещё не был найден.
Скончалась 11 марта 2024 года. Причины смерти не называются, хотя в 2017 году у Boss случился сердечный приступ.

## Дискография

### Студийные альбомы
| Год  | Название      | Высшие позиции в чартах | Высшие позиции в чартах |
| Год  | Название      | US                      | US R&B                  |
| ---- | ------------- | ----------------------- | ----------------------- |
| 1993 | Born Gangstaz | 22                      | 3                       |

### Совместные альбомы
- Doin Everythang (with Esham, Poe Whosaine & Doc Hollywood Hustle as D.E.T.) (2008)[15]

### Синглы
| Год  | Название          | Высшие позиции в чартах | Высшие позиции в чартах | Высшие позиции в чартах | Высшие позиции в чартах | Высшие позиции в чартах | Альбом        |
| Год  | Название          | Hot 100                 | R&B                     | Rap                     | Airplay                 | Dance                   | Born Gangstaz |
| ---- | ----------------- | ----------------------- | ----------------------- | ----------------------- | ----------------------- | ----------------------- | ------------- |
| 1993 | «Deeper»          | 65                      | 28                      | 1                       | 62                      | 25                      | Born Gangstaz |
| 1993 | «Recipe of a Hoe» | 118[A]                  | 73                      | 1                       | 68                      | 29                      | Born Gangstaz |

## Песни в саундтреках
Песня Boss «I Don’t Give A Fuck» играла в финальных титрах в эпизоде «Lesbian Request Denied» из первого сезона Netflix телешоу Оранжевый — хит сезона.